# Duisans
Duisans [dɥizɑ̃] est une commune française située dans le département du Pas-de-Calais en région Hauts-de-France. Ses habitants sont appelés les Duisanais.
La commune fait partie de la communauté de communes des Campagnes de l'Artois qui regroupe 96 communes et compte 33 141 habitants en 2021.

## Géographie

### Localisation
Localisée dans le sud-est du département du Pas-de-Calais, Duisans est une commune de la vallée de la Scarpe limitrophe, au sud-ouest, de la commune d’Arras (chef-lieu d'arrondissement et préfecture du Pas-de-Calais).
Le territoire de la commune est limitrophe de ceux de sept communes.
Les communes limitrophes sont  Agnez-lès-Duisans, Anzin-Saint-Aubin, Arras, Dainville, Marœuil, Warlus et Étrun.

### Géologie et relief
La superficie de la commune est de 10,72 km2 ; son altitude varie de 56  à   107 m.

### Hydrographie
Le territoire de la commune est situé dans le bassin Artois-Picardie.

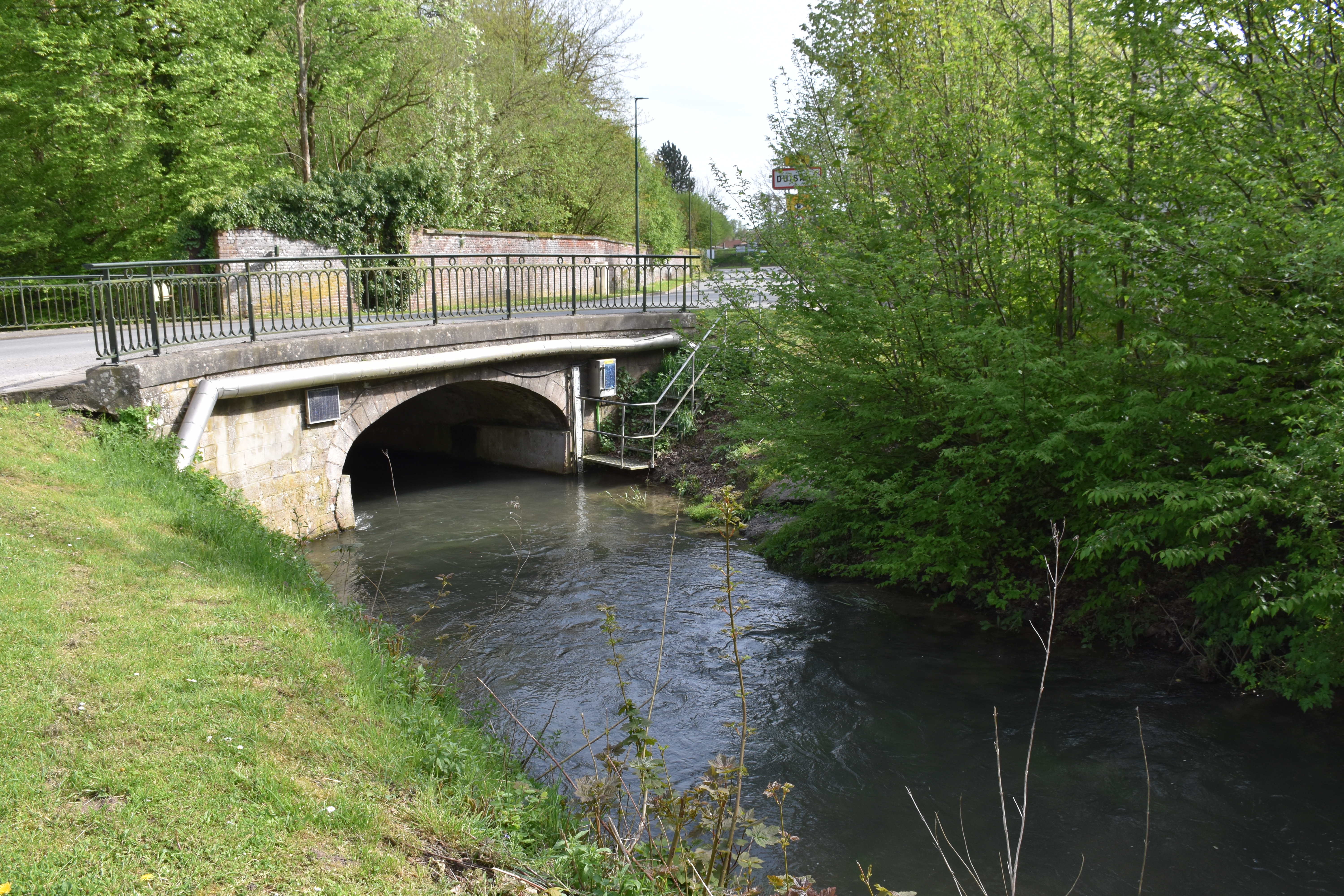
Le Gy à l'entrée de la commune.

La commune est drainée par trois cours d'eau :
- la rivière Scarpe, cours d'eau naturel non navigable de 26,8 km qui prend sa source dans la commune de Tincques et se jette dans la Scarpe canalisée au niveau de la commune de Saint-Nicolas[4] ;
- le Gy, d'une longueur de 8,09 km, qui prend sa source dans la commune de Montenescourt et se jette dans la rivière Scarpe au niveau de la commune[5] ;

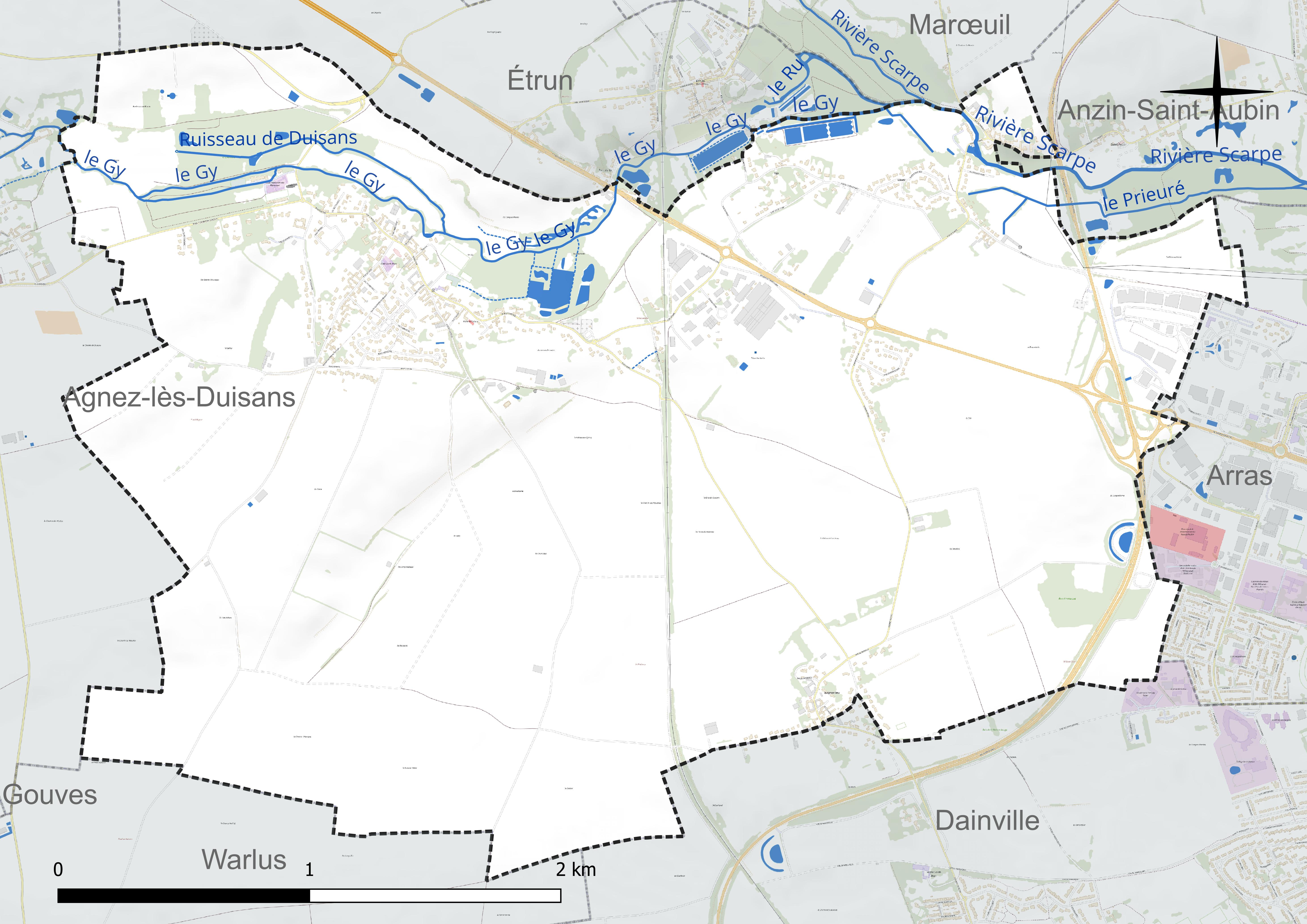
Réseau hydrographique de Duisans.

- le ruisseau de Duisans, d'une longueur de 1,17 km, qui prend sa source dans la commune et se jette dans le Gy au niveau de la commune[6].

### Climat
Pour des articles plus généraux, voir Climat des Hauts-de-France et Climat du Pas-de-Calais.
En 2010, le climat de la commune est de type climat océanique dégradé des plaines du Centre et du Nord, selon une étude du CNRS s'appuyant sur une série de données couvrant la période 1971-2000. En 2020, Météo-France publie une typologie des climats de la France métropolitaine dans laquelle la commune est exposée à un climat océanique et est dans la région climatique Nord-est du bassin Parisien, caractérisée par un ensoleillement médiocre, une pluviométrie moyenne régulièrement répartie au cours de l’année et un hiver froid (3 °C).
Pour la période 1971-2000, la température annuelle moyenne est de 10,3 °C, avec une amplitude thermique annuelle de 14,3 °C. Le cumul annuel moyen de précipitations est de 761 mm, avec 12,2 jours de précipitations en janvier et 8,8 jours en juillet. Pour la période 1991-2020, la température moyenne annuelle observée sur la station météorologique la plus proche, située sur la commune de Saulty à 15 km à vol d'oiseau, est de 10,4 °C et le cumul annuel moyen de précipitations est de 899,7 mm,. Pour l'avenir, les paramètres climatiques de la commune estimés pour 2050 selon différents scénarios d'émission de gaz à effet de serre sont consultables sur un site dédié publié par Météo-France en novembre 2022.

### Paysages
Pour un article plus général, voir Paysage en France.
La commune est située dans le paysage régional des grands plateaux artésiens et cambrésiens tel que défini dans l’atlas des paysages de la région Nord-Pas-de-Calais, conçu par la direction régionale de l'Environnement, de l'Aménagement et du Logement (DREAL),. Ce paysage régional, qui concerne 238 communes, est dominé par les « grandes cultures » de céréales et de betteraves industrielles qui représentent 70 % de la surface agricole utilisée (SAU).

### Milieux naturels et biodiversité

#### Zone naturelle d'intérêt écologique, faunistique et floristique
L’inventaire des zones naturelles d'intérêt écologique, faunistique et floristique (ZNIEFF) a pour objectif de réaliser une couverture des zones les plus intéressantes sur le plan écologique, essentiellement dans la perspective d’améliorer la connaissance du patrimoine naturel national et de fournir aux différents décideurs un outil d’aide à la prise en compte de l’environnement dans l’aménagement du territoire.
Le territoire communal comprend une ZNIEFF de type 1 : la  haute vallée de la Scarpe entre Frévin-Cappelle et Anzin-St-Aubin, le bois de Maroeuil et la vallée du Gy en aval de Gouves. Cette ZNIEFF, d’une superficie de 702 ha et d'une altitude variant de 60  à   115 m, s'inscrit dans une région agricole, dans une plaine dénudée avec deux vallées verdoyantes, celles de la Scarpe et du Gy.

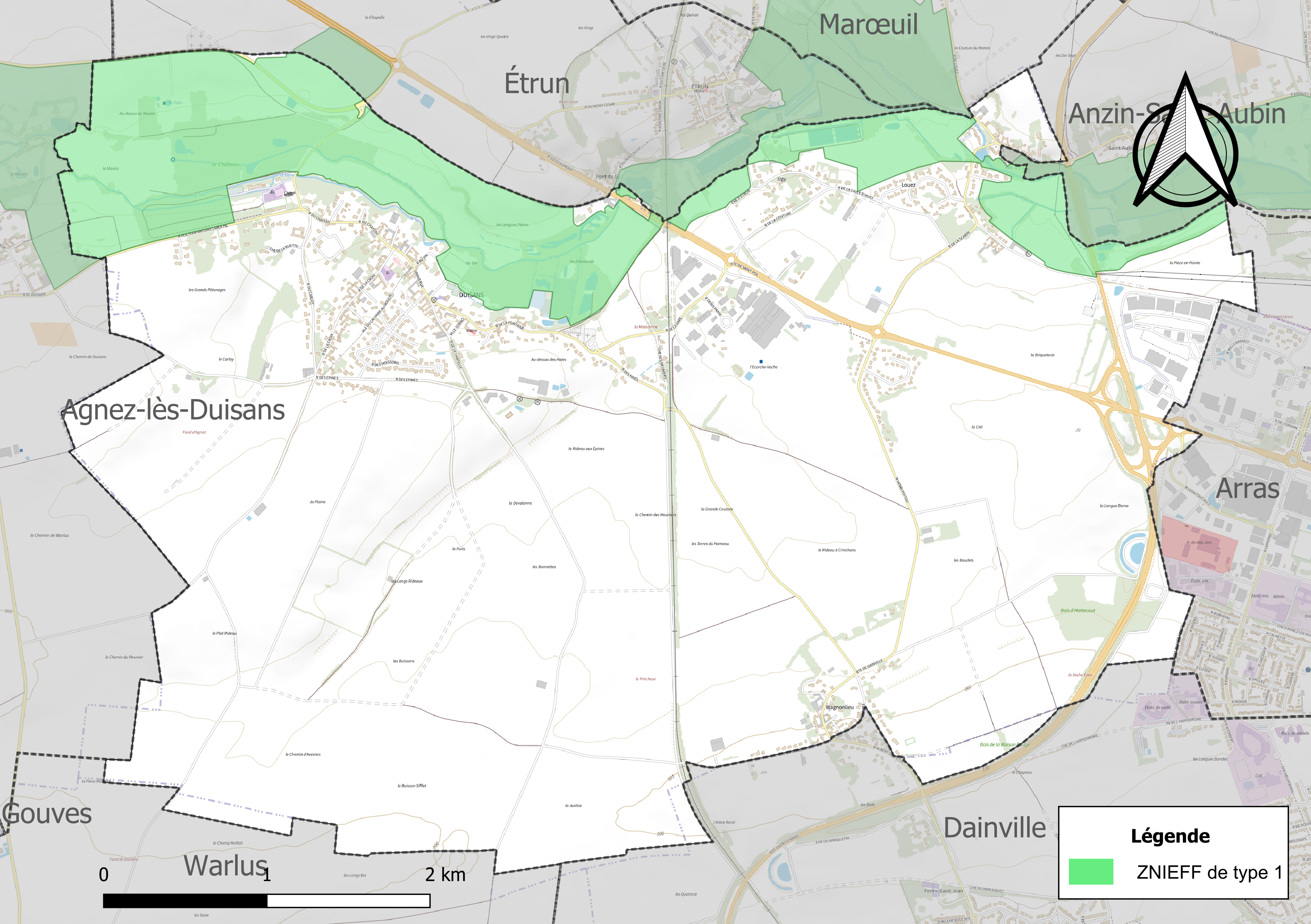
Carte de la ZNIEFF sur la commune.

## Urbanisme

### Typologie
Au 1er janvier 2024, Duisans est catégorisée commune rurale à habitat dispersé, selon la nouvelle grille communale de densité à sept niveaux définie par l'Insee en 2022.
Elle appartient à l'unité urbaine d'Arras, une agglomération intra-départementale regroupant 15  communes, dont elle est une commune de la banlieue,,. Par ailleurs la commune fait partie de l'aire d'attraction d'Arras, dont elle est une commune de la couronne,. Cette aire, qui regroupe 163 communes, est catégorisée dans les aires de 50 000 à moins de 200 000 habitants,.

### Occupation des sols
L'occupation des sols de la commune, telle qu'elle ressort de la base de données européenne d’occupation biophysique des sols Corine Land Cover (CLC), est marquée par l'importance des territoires agricoles (88,3 % en 2018), en diminution par rapport à 1990 (91,1 %). La répartition détaillée en 2018 est la suivante : 
terres arables (75,2 %), zones agricoles hétérogènes (11,5 %), zones urbanisées (6,3 %), forêts (2,9 %), zones industrielles ou commerciales et réseaux de communication (2,4 %), prairies (1,6 %), espaces verts artificialisés, non agricoles (0,1 %). L'évolution de l’occupation des sols de la commune et de ses infrastructures peut être observée sur les différentes représentations cartographiques du territoire : la carte de Cassini (XVIIIe siècle), la carte d'état-major (1820-1866) et les cartes ou photos aériennes de l'IGN pour la période actuelle (1950 à aujourd'hui).

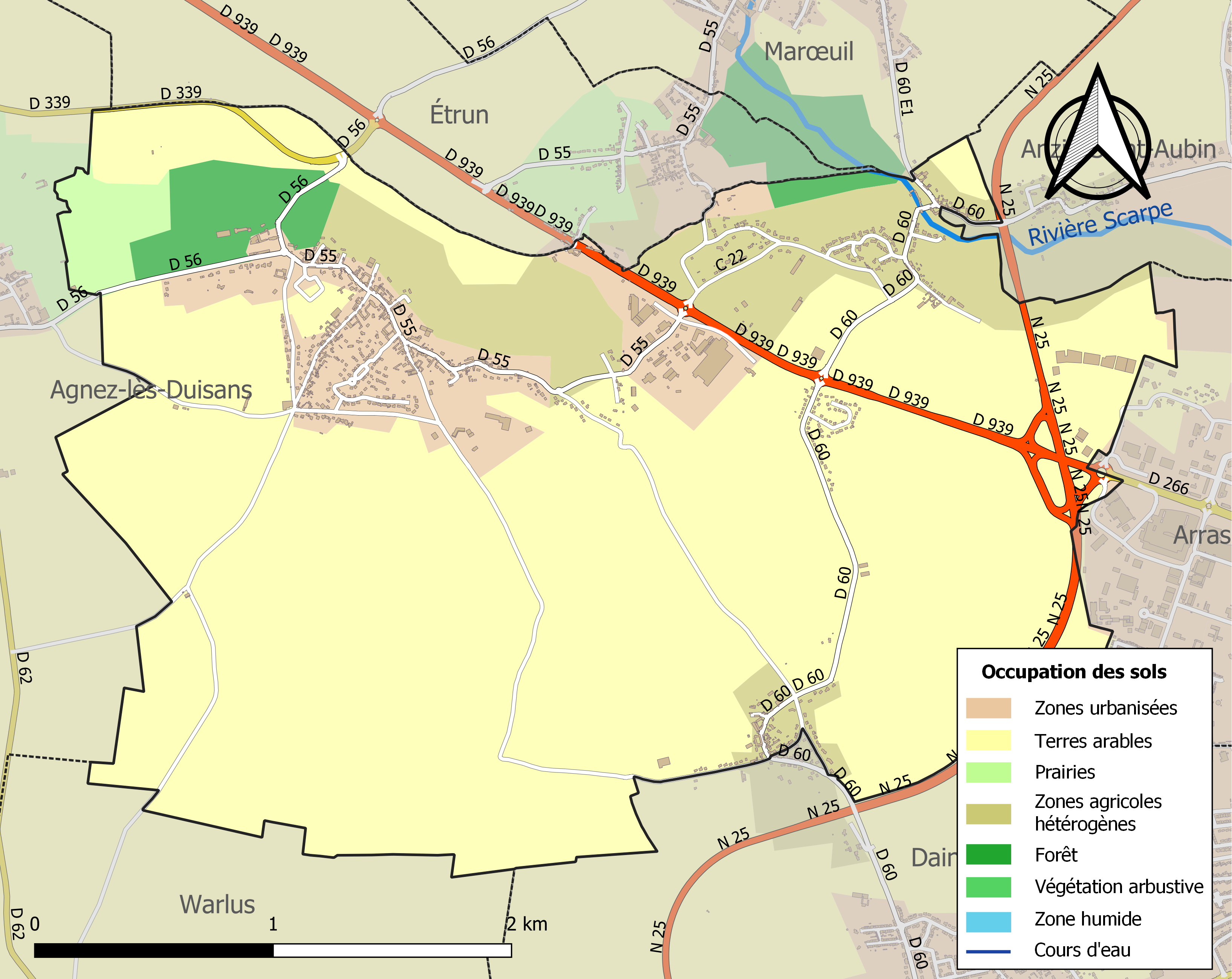
Carte des infrastructures et de l'occupation des sols de la commune en 2018 (CLC).

### Voies de communication et transports

#### Voies de communication
La commune est desservie par les routes départementales D 56, D 60, D 339 et D 939 et par la RN 25 reliant Amiens et Arras.

#### Transport ferroviaire
La commune se trouve à 8 km, à l'est, de la gare d'Arras, située sur la ligne de Paris-Nord à Lille, desservie par des TGV inOui et des trains régionaux du réseau TER Hauts-de-France.

## Toponymie
Le nom de la localité est attesté sous les formes In pago Attrebatensi… super flumen Sensadam Ducentis en 920 ; Duisans de 1154 à 1159 ; Duizans en 1191 ; Duisanz en 1252 ; Duysans en 1472 ; Duisant au XVe siècle ; Duissans en 1474 ; Duisant en 1720,, Duisans depuis 1793 et 1801.
L'étymologie proviendrait de la langue d'oïl, du verbe duire, signifiant "plaire, convenir".

## Histoire
La terre de Duisans a été possédée anciennement par les comtes de Saint-Pol. Les archives de Saint-Éloi nous apprennent qu'en 1202 Eustache de Canteleu donna à cette abbaye le droit de dîme qu'il y possédait et qu'il tenait en fief du comte de Saint-Pol, Gauthier de Châtillon, qui approuva cette donation et l'amortit en 1205.
Antoine du Bois est seigneur de Duisant en janvier 1677. Il est le fils d'André du Bois, seigneur d'Haucourt, mort à cette date, et de Rose de Vermeille. Il a été huit fois député ordinaire des États d'Artois. Il appartient à la noble famille du Bois de Hoves. En janvier 1677, il reçoit des lettres confirmant son état de noblesse avec anoblissement en tant que de besoin, les papiers de la famille ayant été perdus après la mort d'Adrien du Bois à Douai en 1635. Antoine est marié noblement à Jeanne Galbart, fille de Chrétien, écuyer, seigneur de Bertigneu.
Pendant la Première Guerre mondiale, Duisans est en arrière du front de l'Artois. Des troupes y séjournent, parfois, par exemple en juin 1915, pour reprendre des forces, se reposer après des jours au front, reconstituer le régiment, préparer une attaque, rester en réserve lors d'une attaque sur le front...
Le 23 mai 1940, à Pont du Gy, des éléments du XVe siècle corps d'armée motorisé allemand fusillent et brûlent 21 civils, une femme handicapée de 82 ans fut poussée dans les flammes et un nourrisson de huit mois périt également dans les flammes.

## Politique et administration

### Découpage territorial
La commune se trouve dans l'arrondissement d'Arras du département du Pas-de-Calais, depuis 1801.

#### Commune et intercommunalités
La commune est membre de la communauté de communes des Campagnes de l'Artois.

#### Circonscriptions administratives
La commune est rattachée au canton d'Avesnes-le-Comte depuis le redécoupage cantonal de 2014. Auparavant, elle était, depuis 1991, rattachée au canton de Dainville.

#### Circonscriptions électorales
Pour l'élection des députés, la commune fait partie de la deuxième circonscription du Pas-de-Calais.

### Élections municipales et communautaires

#### Liste des maires
| Période                                  | Période                       | Identité          | Étiquette       | Qualité                                                                     |
| ---------------------------------------- | ----------------------------- | ----------------- | --------------- | --------------------------------------------------------------------------- |
| Les données manquantes sont à compléter. |                               |                   |                 |                                                                             |
| mars 1965                                | mars 1995                     | Roger Poudonson   | Union centriste |                                                                             |
| mars 1995                                | juin 2006                     | Jacques Duchâteau |                 | Démissionnaire                                                              |
| juin 2006                                | En cours (au 14 février 2022) | Éric Poulain      | DVD             | Ancien cadreRéélu pour le mandat 2014-2020, Réélu pour le mandat 2020-2026, |

## Équipements et services publics
Le site de Clairefontaine situé sur la commune, qui comprend 7 885 m2 de bâtiments dont le château, est racheté par la communauté de communes des Campagnes de l'Artois en août 2019. Sur ce site on trouve, en septembre 2022, dans le cœur de l’ilot : un préau, un foyer et une salle de restauration, ce qui permettra d’accueillir 300 jeunes de 3 à 14 ans dans le cadre des centres de loisirs. À cela, il est prévu d'ajouter : un lieu numérique, un espace consacré à la santé et à la nutrition, des salles de réunion, des espaces de coworking et une salle de spectacle. Cet ensemble profite aux associations et aux jeunes entreprises de la communauté de communes.

### Enseignement
La commune est située dans l'académie de Lille et dépend, pour les vacances scolaires, de la zone B.
La commune administre l'école primaire Camille Corot.
Sur le territoire de la commune se trouve également deux établissements privées : l'école primaire Sainte Marie gérée par l'organisme de gestion de l'enseignement catholique (OGEC) et l'école primaire privée hors contrat Montessori.

### Justice, sécurité, secours et défense
La commune dépend du tribunal judiciaire d'Arras, du conseil de prud'hommes d'Arras, de la cour d'appel de Douai, du tribunal de commerce d'Arras, du tribunal administratif de Lille, de la cour administrative d'appel de Douai, du pôle nationalité du tribunal judiciaire d’Arras et du tribunal pour enfants d'Arras.

## Population et société

### Démographie
Les habitants sont appelés les Duisanais.

#### Évolution démographique
L'évolution du nombre d'habitants est connue à travers les recensements de la population effectués dans la commune depuis 1793. Pour les communes de moins de 10 000 habitants, une enquête de recensement portant sur toute la population est réalisée tous les cinq ans, les populations de référence des années intermédiaires étant quant à elles estimées par interpolation ou extrapolation. Pour la commune, le premier recensement exhaustif entrant dans le cadre du nouveau dispositif a été réalisé en 2006.

En 2022, la commune comptait 1 393 habitants, en évolution de +8,4 % par rapport à 2016 (Pas-de-Calais : −0,72 %, France hors Mayotte : +2,11 %).
| 1793 | 1800 | 1806 | 1821 | 1831 | 1836 | 1841 | 1846 | 1851 |
| ---- | ---- | ---- | ---- | ---- | ---- | ---- | ---- | ---- |
| 483  | 478  | 514  | 559  | 647  | 653  | 688  | 661  | 698  |

| 1856 | 1861 | 1866 | 1872 | 1876 | 1881 | 1886 | 1891 | 1896 |
| ---- | ---- | ---- | ---- | ---- | ---- | ---- | ---- | ---- |
| 690  | 676  | 689  | 741  | 726  | 729  | 738  | 687  | 726  |

| 1901 | 1906 | 1911 | 1921 | 1926 | 1931 | 1936 | 1946 | 1954 |
| ---- | ---- | ---- | ---- | ---- | ---- | ---- | ---- | ---- |
| 755  | 736  | 727  | 768  | 679  | 642  | 624  | 598  | 641  |

| 1962 | 1968 | 1975 | 1982 | 1990  | 1999  | 2006  | 2011  | 2016  |
| ---- | ---- | ---- | ---- | ----- | ----- | ----- | ----- | ----- |
| 669  | 716  | 881  | 993  | 1 022 | 1 091 | 1 170 | 1 179 | 1 285 |

| 2021  | 2022  | - | - | - | - | - | - | - |
| ----- | ----- | - | - | - | - | - | - | - |
| 1 383 | 1 393 | - | - | - | - | - | - | - |

#### Pyramide des âges
En 2018, le taux de personnes d'un âge inférieur à 30 ans s'élève à 32,9 %, soit en dessous de la moyenne départementale (36,7 %). À l'inverse, le taux de personnes d'âge supérieur à 60 ans est de 25,8 % la même année, alors qu'il est de 24,9 % au niveau départemental.
En 2018, la commune comptait 645 hommes pour 678 femmes, soit un taux de 51,25 % de femmes, légèrement inférieur au taux départemental (51,5 %).
Les pyramides des âges de la commune et du département s'établissent comme suit.
| Hommes | Classe d’âge | Femmes |
| ------ | ------------ | ------ |
| 0,6    | 90 ou +      | 0,5    |
| 5,5    | 75-89 ans    | 7,3    |
| 18,9   | 60-74 ans    | 18,6   |
| 24,3   | 45-59 ans    | 23,1   |
| 16,7   | 30-44 ans    | 18,5   |
| 15,3   | 15-29 ans    | 14,4   |
| 18,7   | 0-14 ans     | 17,5   |

| Hommes | Classe d’âge | Femmes |
| ------ | ------------ | ------ |
| 0,5    | 90 ou +      | 1,6    |
| 5,6    | 75-89 ans    | 8,9    |
| 16,7   | 60-74 ans    | 18,1   |
| 20,2   | 45-59 ans    | 19,2   |
| 18,9   | 30-44 ans    | 18,1   |
| 18,2   | 15-29 ans    | 16,2   |
| 19,9   | 0-14 ans     | 17,9   |

### Sports
- Rugby : Ovale du Gy.
- Tennis de table : Entente Sportive Duisanaise (ESD).

## Culture locale et patrimoine

### Lieux et monuments

#### Monument historique
- Le château de Duisans, datant du XVIIIe siècle. La façade et les toitures font l’objet d’une inscription au titre des monuments historiques depuis le 5 avril 1948[45].

C'est Antoine-Guillaume Dubois de Hoves, membre du Conseil d'Artois qui décida de remplacer sa demeure par ce château. Il fit appel au maître-maçon André Merville réputé pour ses travaux à l'abbaye du mont Saint-Éloi. Le château fut construit entre mars et novembre 1752.

Le château de Duisans.
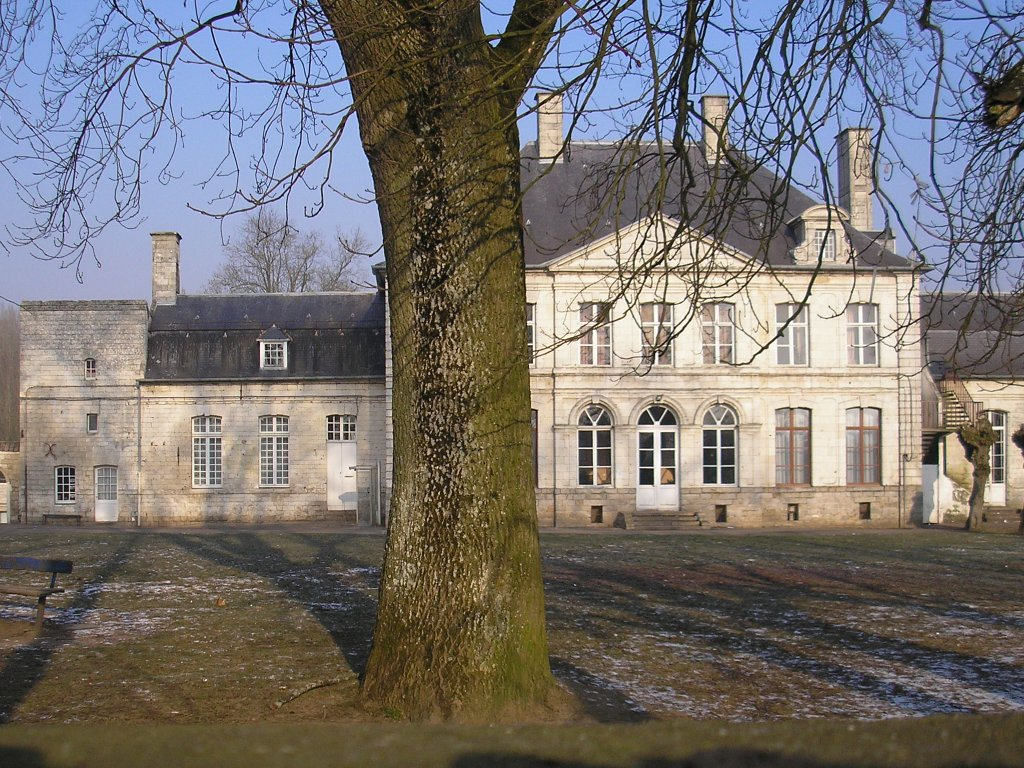
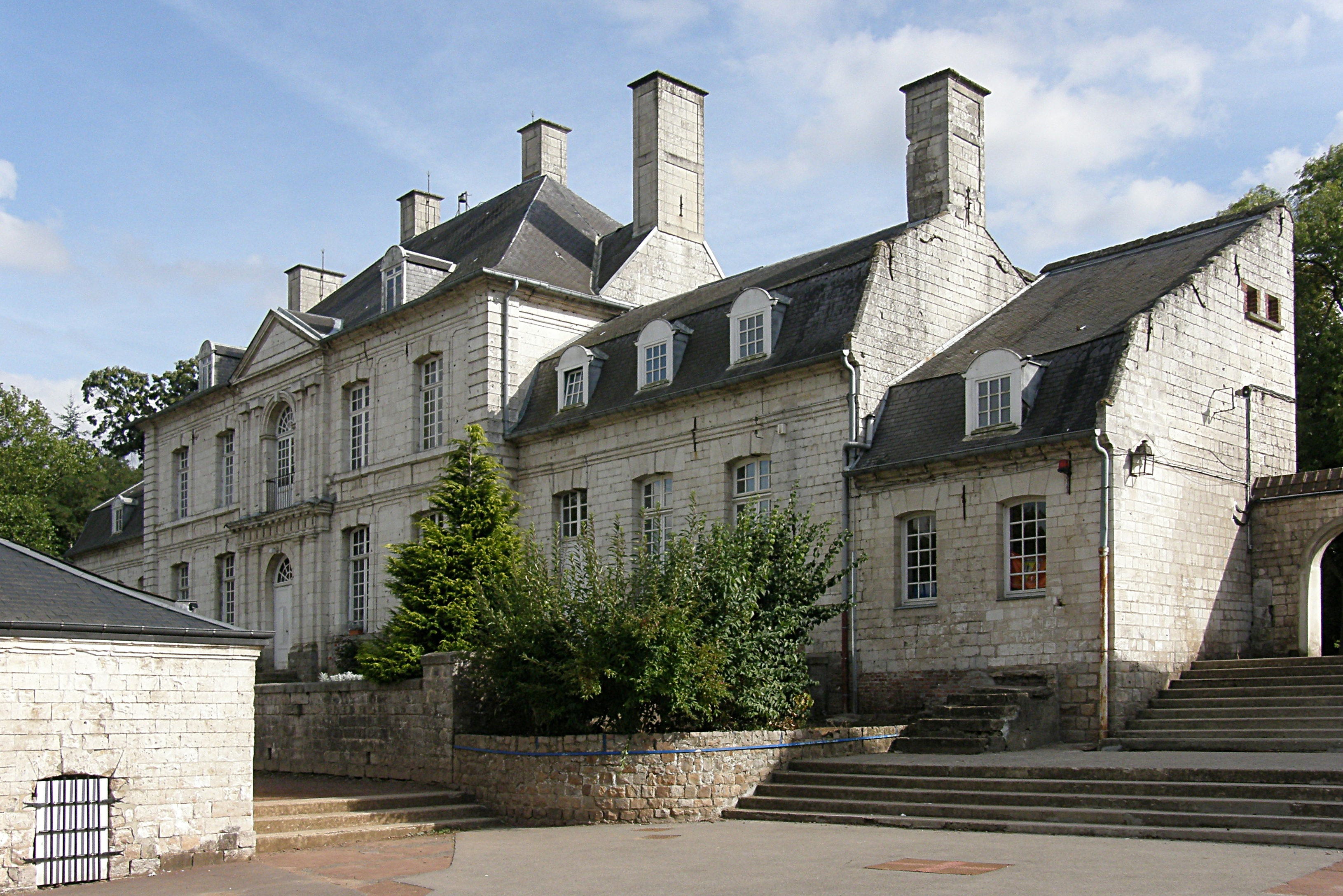

#### Autres lieux et monuments
- L'église Saint-Léger de Duisans : incendiée en 1597, elle fut reconstruite d'abord en 1600, puis en 1683 ; la flèche, qui date de 1634, a été restaurée en 1736 ; couverte en ardoises, et de figure hexagone, cette flèche se termine par le bas d'un chaperon qui règne le long de la maçonnerie. Vendue pendant la Révolution française, l'église fut rachetée par M. Ledru, maire ; mais il n'en restait plus que les quatre murailles, lorsqu'elle fut rendue au culte, en 1804. Le presbytère, vendu aussi pendant la Révolution, a été rendu depuis à sa destination[réf. nécessaire].
- Le monument aux morts[46].
- Le cimetière britannique de Duisans.

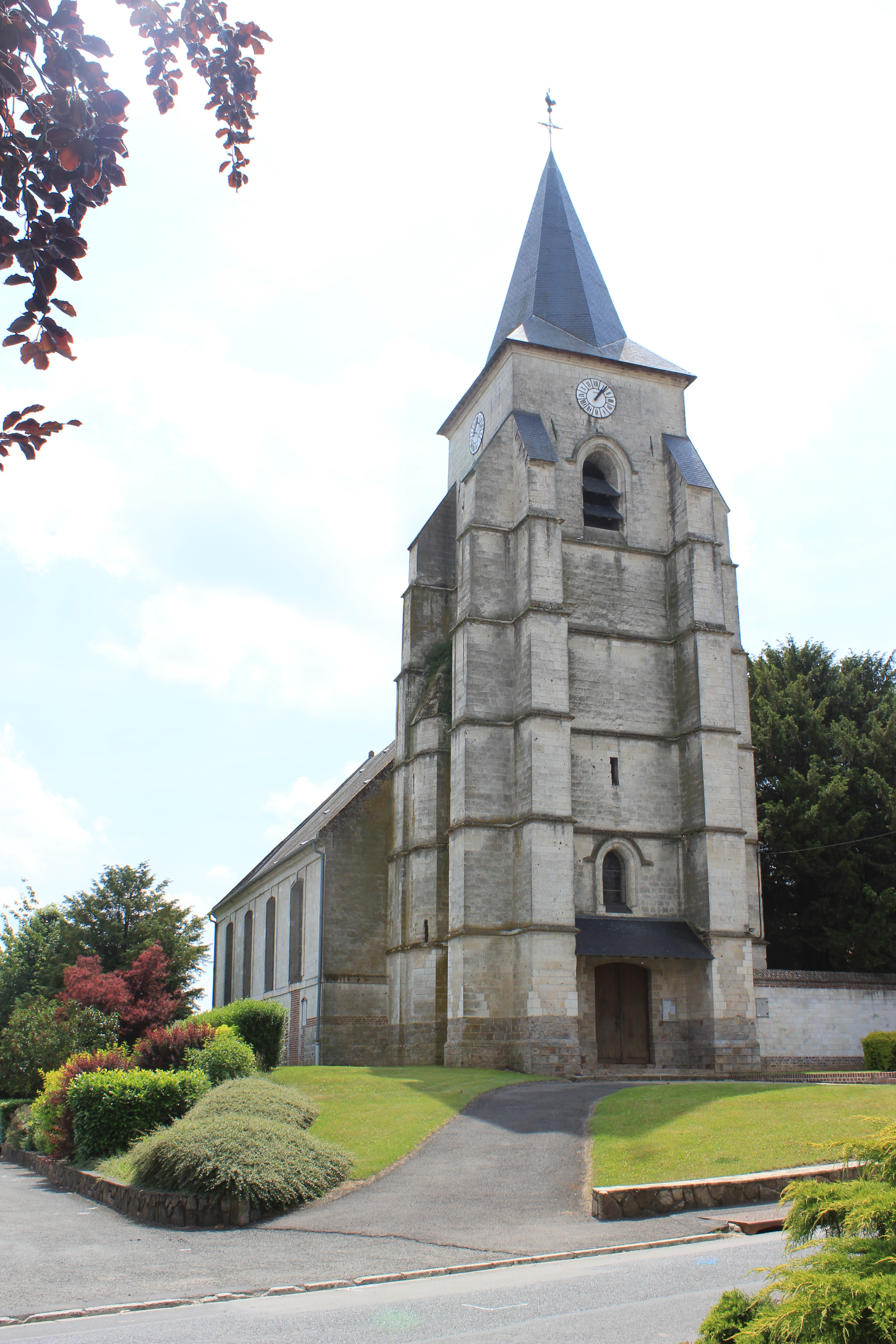
L'église.
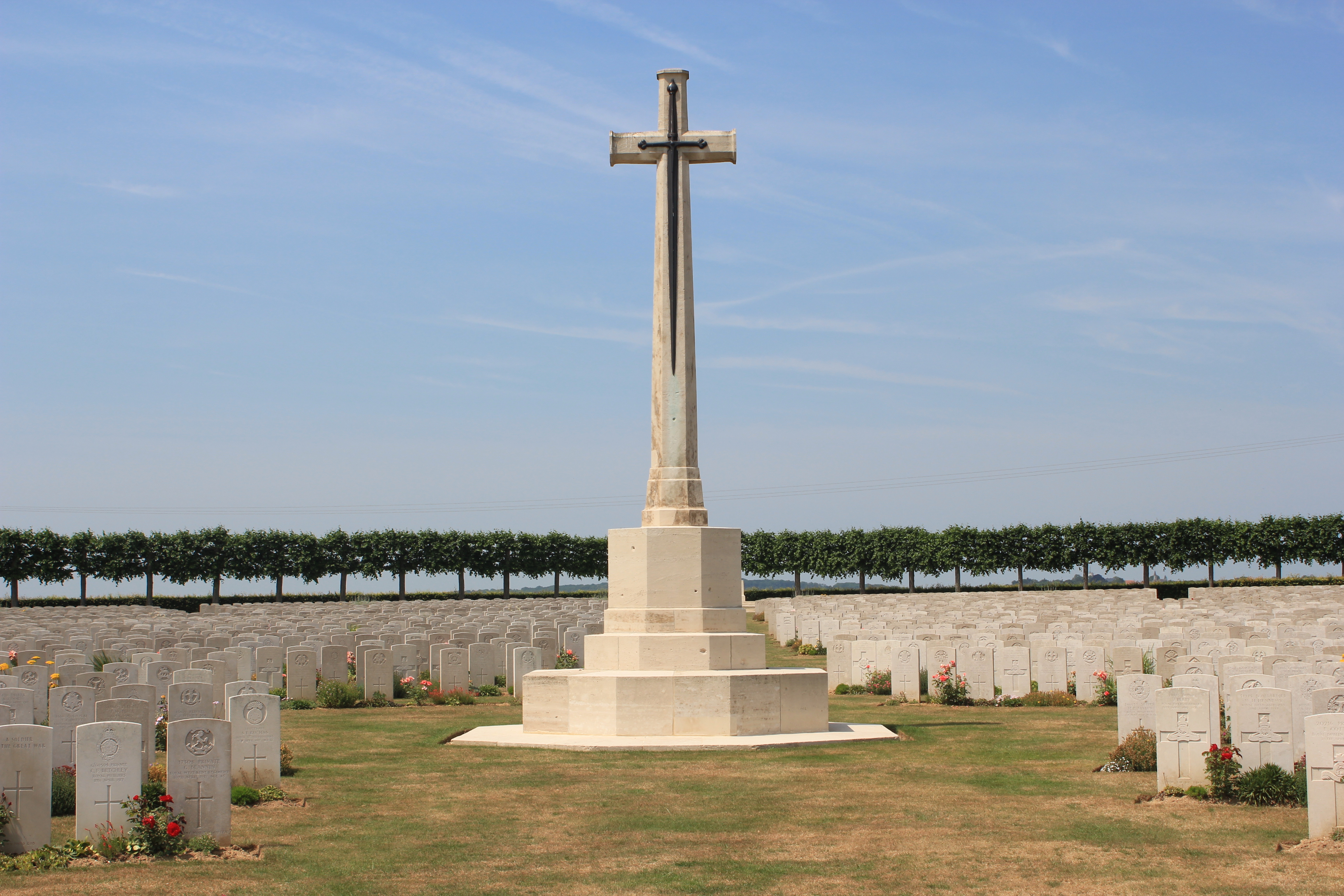
Le cimetière britannique.
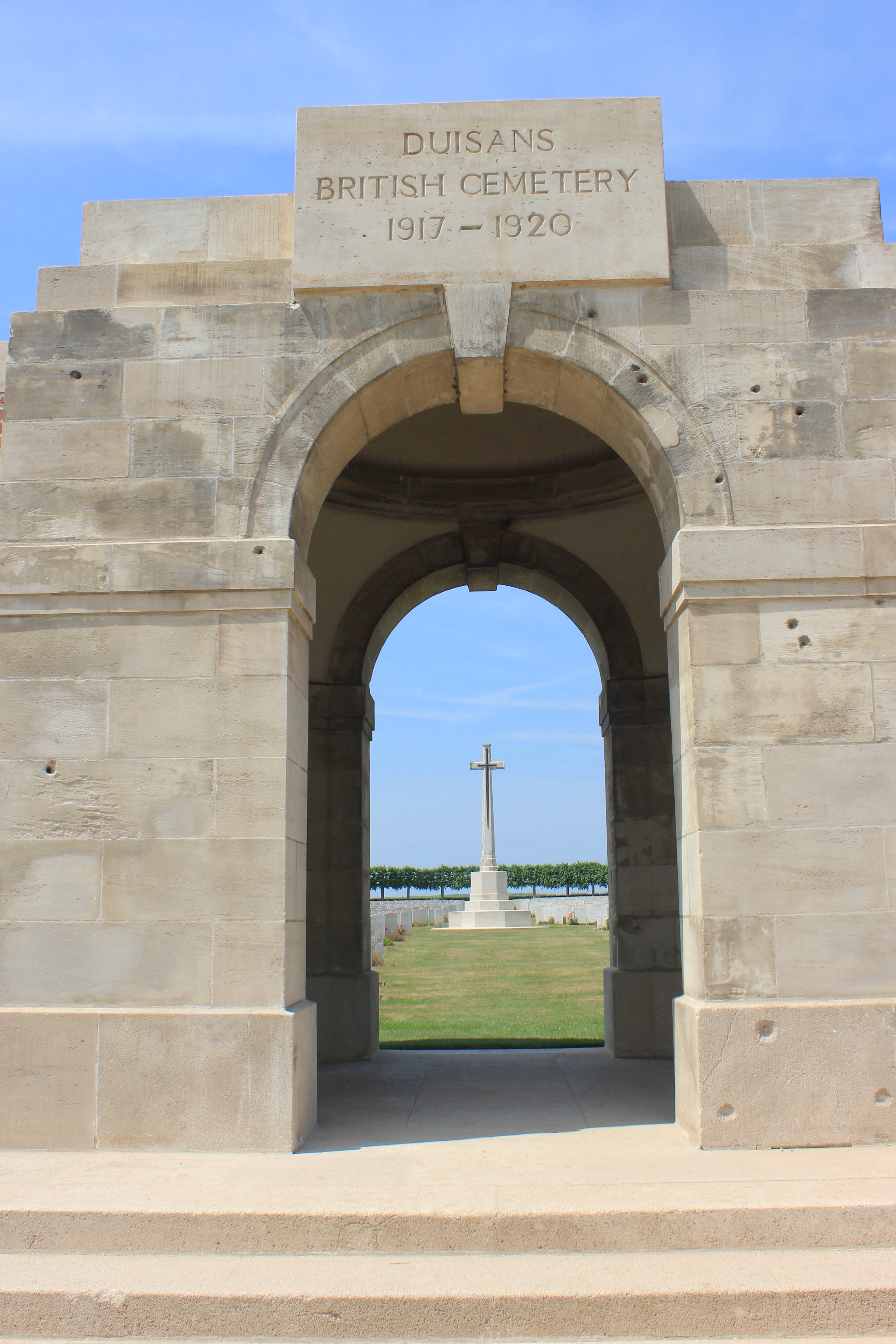
Le cimetière britannique.

### Personnalités liées à la commune
- Roger Poudonson (1922-2000), ancien maire de la commune, ancien secrétaire d'État et ancien sénateur, mort à Duisans.

### Héraldique
| Blason de Duisans | Blason  | D’azur aux trois coquilles d’or surmontées à dextre d’une roue de moulin du même et à senestre d’une étoile d’argent ; sur le tout d’azur semé de fleurs de lys d’or, à la bande de gueules chargé de trois lionceaux d’argent posés à plomb brochant sur le tout, à la bordure aussi de gueules. |
| Blason de Duisans | Détails | Blason constitué des armes des Bourbon-Duisant, des armes d'Antoine du Bois de Hoves (les trois coquilles d'or), la roue est celle d'un ancien moulin à eau, l'étoile ne trouve pas d'explication. Adopté par la municipalité le juin 1989.                                                       |

## Pour approfondir